# 1965-ös dunai árvíz
Az 1965-ös dunai árvíz több mint 100 napig, március végétől júniusig tartott, és minden addigi méretet meghaladt. Az egymást követő, egyre magasabb árhullámok valamint az ellene folytatott védekezés szervezettsége és méretei folytán ez az esemény „a nagy dunai árvíz” néven került a magyarországi árvizek hosszú sorának történetébe.

## Kialakulása
A magyarországi dunai árvizek az Alpokban és a Kárpátok nyugati vonulataiban összegyűlt hótakaró olvadásából és a határainkon kívüli esőzésekből keletkeznek. A hazai csapadékviszonyoknak ebben nincs szerepe, viszont a védekezést a magyarországi esőzések nagyon megnehezíthetik.
1965 elején a Duna vízgyűjtője felső részének hegyeiben tartós volt a hideg, korábban soha nem mért vastagságú hó halmozódott fel. Márciusban a kiterjedt esőzéssel párosuló olvadás ismétlődő árhullámokat hozott. Ezek Budapest alatt utolérték egymást, egymásra futottak, magasítva a víz szintjét. A magas dunai árhullámok a Dráva, a Száva és a Tisza magas vízállásával is találkoztak, ami tovább lassította az ár lefolyását. Június első harmadában az osztrák és a bajor vízgyűjtőn kiterjedt esőzések nyomán a Dunába ömlő mellékfolyók minden addigit meghaladó vízmennyiséget szállítottak. Ezek a körülmények együttesen rendkívüli magasságú és hosszan tartó árvizet okoztak a Duna magyarországi szakaszán, különösen annak alsó részén.

## Lefolyása
A dunai árvíz előfutáraként a nyugat-dunántúli folyókon villámárvizek alakultak ki. A folyók már osztrák területen kiléptek medrükből. Itt a védekezés az emberek és anyagi javak mentésére összpontosított. A küzdelemben a szovjet műszaki csapatok is részt vettek. Az áradás 150 ezer holdat érintett, de gyors lefolyású volt. Az alsóbb szakaszokon a védművel túlnyomó részének megóvásával 40 települést és 80 ezer holdat sikerült megmenteni, de így is 353 ház dőlt össze.
Az első, hóolvadáskor szokásosnak tekinthető dunai árhullám 1965. március 29-én érte el Magyarországot. Április közepén apadt, de ezt követően a Duna felső vízgyűjtőjén kialakult esőzések és a további gyorsuló olvadás hatására további három egymást követő, egyre nagyobb árhullám érkezett. Az addig is veszélyes helyzet június elején válságosra fordult. Osztrák és bajor területen négy nap alatt több mint 120 mm eső hullott, ami elindította az előzőekre rátorlódó legmagasabb, hetedik árhullámot. Ehhez csatlakozott a Vág áradása június 14-én, 20 százalékkal növelve a Duna vízhozamát.
Ekkor indult az árvíz elleni küzdelem legválságosabb, de egyben a nagy múltú magyar árvízi védekezés történetének kimagasló küzdelme. A védelmet központilag irányító kormánybizottság már május elején országos mozgósítást rendelt el. Május végén 5-6000, június 8-án már 9000, a válságos fordulatot jelentő hetedik árhullám elindulásától, június 12-től pedig már 30-40 ezer ember, 12 ezer katona, 21 ezer vízügyi dolgozó és a veszélyeztetett települések sok ezernyi lakója dolgozott a gátakon. Gépek százai, 40 ezer tonnányi kő, 4,2 millió homokzsák, 27 000 acél szádfallemez erősítette az átázott töltéseket, amiket sok helyen már csak a mögéjük rakott homokzsákok és kőtömegek tartották.
A védekezés válságos szakaszai közül is kiemelkedik a Szigetközt fenyegető buzgárok sorozatának elhárítása, Komáromnál a budapest-bécsi vasúti és közúti összeköttetés, valamint Szőny és Almásfüzitő megvédése, a Szentendrei-sziget falvainak megóvása. Június 15-én szlovák oldalon, a Csallóközben gátszakadás következett be, az árvíz ott óriási károkat okozott – de egyúttal enyhítette a magyar oldalra nehezedő nyomást. A Csallóközben elárasztott területeken a Magyar Néphadsereg alakulatai, műszaki egységei részt vettek az emberek és anyagi javak mentésében.  
Baján március 31.-én kezdődött az első fokú védekezés, a tetőzés június 20-án, 976 cm-rel történt meg, de a védekezés a nagyon lassan apadó vízszint miatt csak július 25.-én fejeződhetett be. Mohácsnál az egymásra torlódó árhullámok és az áradó Dráva visszaduzzasztó hatása nyomán 24 napig volt a vízszint az 1954-es maximumot 60 cm-rel meghaladó szinten.
A védelmi rendszer egyenetlen volt. Az 1956-os jeges árvíz nyomán kiépült egyes szakaszokon 1–1,5 méterrel elmaradt az árvízszint a töltéskoronától (mint Baja felett), másutt már csak a nyúlgát tartotta a vizet (mint Homorúd magasságában). A védvonalak 102 napig voltak kitéve a víznyomásnak, a Baja és az országhatár közötti 48 km-es szakasznak majdnem a fele átázott, és a mentett oldalon összesen 190 buzgár jelentkezett. A vízállás mintegy 5 km hosszban egy magasságban volt a töltéskoronával, így nyúlgátat kellett építeni. Különösen nehéz volt a védekezés, ahol a töltés mentett oldali lába mellett közvetlenül erdő húzódott. Sokszor egy-egy fa törzse mellett tört fel a buzgár.
Az 1965-ös dunai árvízi védekezés egyik legkiemelkedőbb művelete a töltésszakadással fenyegető úgynevezett „óriás buzgár” elleni küzdelem volt Bajától délre, Nagybaracska és Újmohács között. A töltés 23,2 km szelvényénél feltörő vizet csak 90 ezer homokzsák, 30 tonna terméskő és 400 pátrialemez beépítésével, és ezzel egyidejűleg a víz felőli szádfalazással, fóliaterítéssel sikerült hatástalanítani. Az ellennyomó medence valóságos vár képét mutatta, a benne felfogott víz szintje megközelítette a külső víz magasságát.
A bajai Vízügyi Igazgatóság szakaszain összesen 52 helyen, 3 és fél km hosszban épült szádfal. Csak itt ötezer katona, hatszázötven önkéntes, helyben toborzott „közerő”, ötszáz vízügyi szakember, 522 gépjármű és 123 úszójármű vett részt. A védekezőket a bajai Duna szállodában, négy iskolában, a környéken négy község általános iskolájában és lakóhajókon szállásolták el. A homokzsáktöltő állomásokon csúszdákon rakták vízi járművekre a zsákokat. A nagybaracskai töltőállomás június 15. és 20. között naponta 18-20.000 zsákot töltött meg.
Az összes, a Dunán fellelhető összes vízijárművet, beleértve a dunai átkelő járatok hajóit Szekszárd, Mohács és Baja térségben vonták össze, hogy a víz felől szállítsák az átázott gátakra a követ, homokzsákokat. A budapesti átkelőhajók a gemenci hullámtéri erdőben dolgoztak. A védekezés ideje alatt biztonsági okokból kiürítették először a Mohácsi sziget déli, majd később északi részét és a Baja, Sükösd és Nemesnádudvar közötti területet. A meggyengült gátak miatt a töltésszakadás veszélye az apadás kezdeti időszakában is mindenütt fennmaradt.
A sikeres védekezés számos műszaki fejlesztési tapasztalatot eredményezett, amiket a későbbiekben beépítettek az árvédelem eszköztárába. A magyar árvízvédekezés történetében először, itt, a Margitta-szigeti védvonalon alkalmaztak könnyűbúvárokat nagy létszámban, itt alkalmazták először kiterjedten a műanyag fóliát, itt alakították ki a szakemberek a nagy teljesítményű, szádfalmezőket egyszerre leverő úszóberendezések prototípusát is. Ipari televíziót is itt alkalmaztak először a gátak víz alatt részének megfigyelésére, a honvédség helikoptereket és lánctalpas úszó járműveket is bevetett. Az NDK-ból is sok különleges árvízvédelmi anyag és eszköz érkezett. Magyar szádfalverő osztagok Apatin és Újvidék térségében is részt vettek a védekezésben a jugoszláv vízügyesekkel együtt.
Az elhúzódó árvíz teljes időszakában meghatározó szerepe volt a szervezettségnek, a szakszerűségnek, felderítésnek, a megfigyelésnek, a hírszolgálatnak, a gyorsan mozgó alakulatoknak (beleértve a honvédség helikoptereit, a vízügyi szolgálat repülőgépeit), a vízi közlekedésnek és szállításnak, a munkaterület éjszakai megvilágításának.
A töltésszivárgások és csurgások elfojtására összesen mintegy 10 000 m hosszúságban alkalmaztak pátrialemez szádfalakat, a rézsűk megtámasztására homokzsák-bordákat, ellennyomó medencéket. A munkák nagyfokú gépesítése mellett technikai újításokat is bevetettek (fóliaszigetelés, geoelektromos és izotópos tömörség- és nedvességmérés stb.).
Az egész magyar Duna-szakaszon több mint egymillió köbméter földmunkával nagyrészt állandó jellegű művek, lokalizáló és körtöltések épültek, többek között Baja, Szeremle, Mohács, Kölked, Bátaszék, Sárpilis és Győr védelmére.
Az 1965. évi árvíz volt a Duna magyarországi szakaszán az addigi legmagasabb szinttel lefolyó és a leghosszabb ideig tartó jégmentes árvíz (Baján azóta 2013. 06. 12.-én új rekord született, 989 cm). 
Az árvíz elleni védekezés sikere révén a Duna menti árterület 600 ezer holdját, az itteni városokat, községeket, hatalmas gazdasági vagyont sikerült megmenteni a katasztrófától. Ennek ellenére az árvízkár jelentős volt. A fakadó vizek a hullámtér 20 ezer hold szántóterületét borították el, és sok házat megrongáltak. Épületkárok keletkeztek főleg a mély fekvésű részeken.
A nagy dunai árvíz nyomán mindenekelőtt a Duna magyarországi alsó szakaszának bal parti töltésén megkezdődött a védvonalak erősítésének több évtizedes folyamata. A bajai bal parti szakaszon mintegy ötmillió köbméter föld beépítésével a töltéskorona már a mértékadó vízszint fölött minimum plusz egy méter magasságra épült ki, a korona szélessége pedig 45-60 méter közötti, így e korábban legveszélyeztetettebb folyamszakaszon a gát szakadásának lehetősége a minimálisra csökkent.

## Kapcsolódó szócikk
- Magyarország vízrajza